# 加茂坂峠
加茂坂峠（かもざかとうげ）は、山形県鶴岡市の加茂町地区から大山町地区にかけての峠である。現在は国道112号の加茂坂トンネル（L=777m、Google マップ）が通っている。

## 歴史
江戸時代、加茂港は北前船の寄港地であり、加茂街道は鶴岡城下と港を結ぶ重要路線であった。しかし、加茂坂峠は標高150メートルの坂の険しい難所であったため、1812年に出羽三山湯殿山派の僧であった鉄門海上人（てつもんかいしょうにん）によって旧道が開かれた。その後、鉄門海の孫弟子、鉄龍海上人によって当時まだ珍しかった地雷花（ダイナマイト）を使っての改修が行われ、1871年（明治4年）に完成した。
1886年（明治19年）には初代山形県令の三島通庸によって新道が開削され、加茂トンネルが完成した。トンネルは1939年（昭和14年）に改修が行われ、自動車の通行が可能になった。2003年（平成15年）7月5日に加茂坂トンネルが開通したことにともない、加茂トンネルは通行止めになった。これにより、大山側から高舘山に行くことが不可能になった。